# Тибилов, Леонид Харитонович
Леони́д Харито́нович Тиби́лов (осет. Тыбылты Харитъоны фырт Леонид; род. 28 марта 1952, Верхний Дван, Знаурский район, Юго-Осетинская автономная область, Грузинская ССР, СССР) — государственный и политический деятель частично признанной Республики Южная Осетия и её третий президент с 19 апреля 2012 года по 21 апреля 2017 года.

## Биография
Родился в семье крестьянина. По национальности является осетином. В 1969 году окончил Аунеускую среднюю школу. В том же году поступил на физико-математический факультет Юго-Осетинского государственного педагогического института (ныне ЮОГУ), который окончил в 1974 году. С ноября 1974 года по ноябрь 1975 года служил в рядах Советской армии. С ноября 1975 года по август 1981 года работал в системе народного образования Южной Осетии. Был учителем физики и математики, завучем школы, директором Знаурской средней школы, заведующим кабинетом математики Юго-Осетинского института усовершенствования учителей.
В сентябре 1981 года был зачислен на службу в КГБ СССР. Окончил высшие курсы КГБ СССР в Минске. 28 мая 1992 года был назначен министром госбезопасности Южной Осетии.
С 14 июля 1992 года по 1 января 1995 года — руководитель службы безопасности Смешанных сил по поддержанию мира (ССПМ) в зоне грузино-осетинского конфликта. В феврале 1998 года присвоено воинское звание «генерал-майор». В августе 1998 года Тибилов был назначен первым заместителем председателя Правительства Южной Осетии. Одновременно, до февраля 2002 года, выполнял функции сопредседателя Смешанной контрольной комиссии (СКК) по урегулированию грузино-осетинского конфликта.
В феврале 2007 года в должности руководителя аппарата сопредседателя СКК по урегулированию грузино-осетинского конфликта от Южной Осетии Леонид Тибилов встретился с представителями Агентства США по международному развитию (USAID), где были обсуждены вопросы экономического развития зоны грузино-осетинского конфликта и возможный вклад USAID в восстановление региона. Затем работал в аппарате Парламента Южной Осетии, руководителем аппарата Юго-Осетинской части СКК, заместителем министра по особым делам Южной Осетии.
Указом президента Южной Осетии от 1 ноября 2004 года Леониду Тибилову присвоен дипломатический ранг «Чрезвычайный и полномочный посланник».
Был депутатом Верховного Совета Южной Осетии II созыва. В 2006 году был выдвинут[кем?] кандидатом на должность президента Южной Осетии.

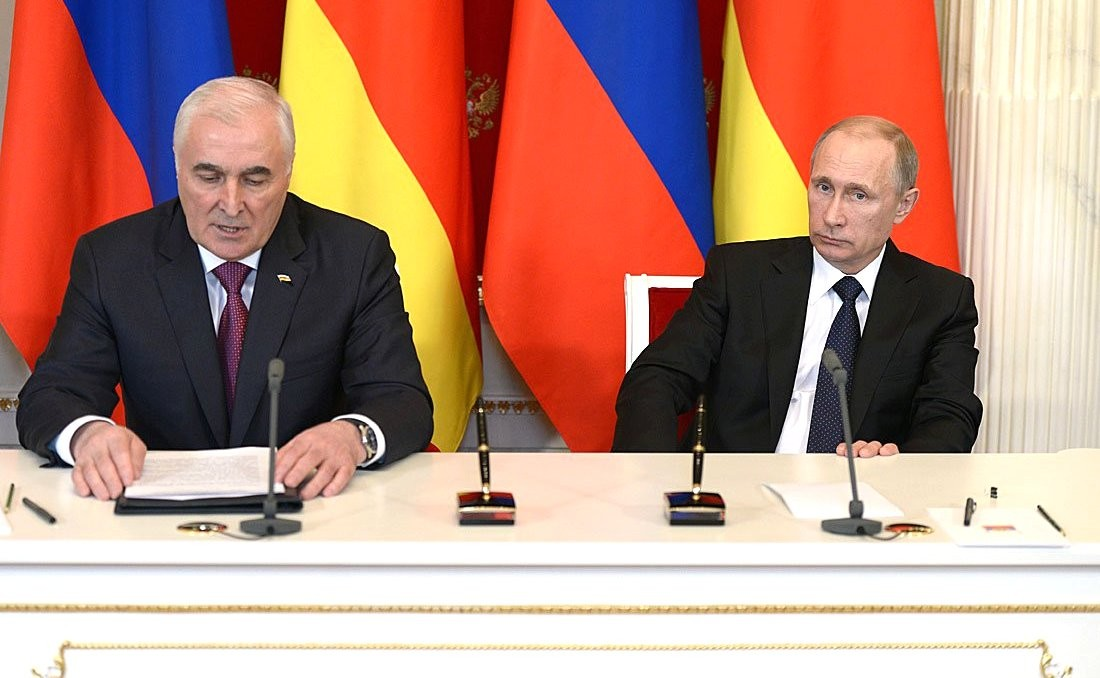
Леонид Тибилов и Владимир Путин 18 марта 2015 года

С июня 2007 года по сентябрь 2009 года — председатель правления ООО «Первый Республиканский Банк». В начале 2012 года — консультант полномочного представителя президента Южной Осетии по вопросам постконфликтного урегулирования грузино-осетинских взаимоотношений.
29 февраля 2012 года Центральная избирательная комиссия Южной Осетии зарегистрировала Леонида Тибилова кандидатом в президенты Южной Осетии.
9 апреля 2012 года избран президентом Южной Осетии (см. Президентские выборы в Южной Осетии (2012)).
Зимой 2017 года инициировал указ о Референдуме второго равнозначного названия страны Республика Южная Осетия, Государство Алания.
В феврале 2017 года выдвинут инициативной группой граждан республики кандидатом в президенты Южной Осетии на новый срок. Проиграл президентские выборы, состоявшиеся 9 апреля 2017 года, Анатолию Бибилову. 21 апреля 2017 года передал ему президентские полномочия.
В апреле 2019 года был награждён медалью «В ознаменование 25-летия Республики Южная Осетия».

## Личная жизнь
Женат, имеет двоих детей и четверых внуков.

## Награды
- Орден Почёта (Южная Осетия) (26 мая 2017)[5]
- Орден Дружбы (ПМР) (2016)[6].
- Орден «Слава Осетии» (28 марта 2017, Северная Осетия)[7].
- Медаль «В ознаменование 25-летия Республики Южная Осетия»
- Медали[какие?] СССР, Республики Южная Осетия и Приднестровской Молдавской Республики.